# Alcoy (Cebú)
Alcoy és un municipi de la província de Cebú, a la regió filipina de les Visayas Centrals. Segons les dades del cens de l'any 2007 té una població de 14.571 habitants distribuïts en una superfície de 61,63 km².
Alcoy està políticament subdividida en 8 barangays:
- Atabay
- Daan-Lungsod
- Guiwang
- Nug-as
- Pasol
- Poblacion
- Pugalo
- San Agustin